# Hatem Joubran
 (décembre 2009).
Si vous disposez d'ouvrages ou d'articles de référence ou si vous connaissez des sites web de qualité traitant du thème abordé ici, merci de compléter l'article en donnant les références utiles à sa vérifiabilité et en les liant à la section « Notes et références ».
Hatem Joubran (en arabe : حاتم جبران), né à Nazareth en 1944, est un luthier palestinien. Il est le père des oudistes Samir Joubran, Wissam Joubran, et Adnan Joubran, qui forment le groupe Le Trio Joubran.